# Mandevilla aequatorialis
Mandevilla aequatorialis är en oleanderväxtart som beskrevs av J.F.Morales. Mandevilla aequatorialis ingår i släktet Mandevilla och familjen oleanderväxter. Inga underarter finns listade i Catalogue of Life.